# 牧野貞長
牧野 貞長（まきの さだなが）は、江戸時代中期の大名。奏者番、寺社奉行、大坂城代、京都所司代、老中。常陸笠間藩主。成貞系牧野家5代。官位は従四位下・侍従、備中守、備後守。

## 略歴
牧野家4代の牧野貞通の五男として江戸藩邸に生まれる。幼名は道五郎といい、のちに沢翁（たくおう）と称す。
五男であったが、長兄の忠敬が越後国長岡藩主となり、次兄の貞隆が早死したので、寛延2年（1749年）に継嗣となり家督相続した。宝暦9年（1759年）に奏者番となり、安永6年（1777年）に大阪城代、天明元年（1781年）に京都所司代と累進した。天明4年（1784年）から寛政2年（1790年）にかけての7年間、老中として江戸幕府の枢機に参画した。政治的知見は父・貞道に譲らず卓抜で、物事の決断を明確に処理し、稀に見る為政者であると尊敬され、老中在任中は極めて適切な政策を次々と立案・進言したので、将軍徳川家治・家斉からの信頼も深かったといわれる。また、慈愛心が深い人物で、閣老であったときに多くの孝子・義僕を表彰した。
寛政8年（1796年）9月、64歳で病没した。江戸深川の要津寺に埋葬されたが、現在は改葬して笠間市笠間の盛岸院にある。

## 年表
- 1733年（享保18年）11月21日、生誕
- 1769年（明和6年） 8月26日、寺社奉行
- 1777年（安永6年） 9月15日、大坂城代
- 1781年（天明元年）閏5月11日、京都所司代
- 1784年（天明4年） 5月15日、老中
- 1790年（寛政2年） 2月2日、老中を致仕
- 1796年（寛政8年） 9月30日、死去（享年64）。長男・貞喜が跡を継いだ。

## 系譜
父母
- 牧野貞通（父）
- 佐藤氏 - 側室（母）

正室
- 松平乗祐の次女

側室
- 間宮氏

子女
- 牧野貞喜（長男） 生母は正室
- 西尾忠善（四男） 生母は正室。西尾忠移の養子。
- 直三郎
- 幾五郎
- 近藤用倫（五男）
- 国清院 - 稲葉弘通正室
- 本多忠粛正室、後に秋元永朝継室
- 端冠院 - 間部詮熙正室